# 노다 고지
노다 고지(일본어: 野田 紘史, 1986년 8월 17일 ~ )는 일본의 전 축구 선수이다.

## 구단 경력
그는 2009년부터 2018년까지 J리그의 우라와 레즈, 파지아노 오카야마, V-파렌 나가사키, 방포레 고후, 츠바이겐 가나자와에서 활동하였다.